# Aeroportul Launceston
Aeroportul Launceston (IATA: LST, ICAO: YMLT) este un aeroport din Tasmania, Australia ce deservește zona Launceston⁠(d). Aeroportul a fost tranzitat în 2022 de 1.165.814 pasageri. A fost deschis în 1935 și numit după zona deservită.
Situat la o altitudine de 171 m, aeroportul dispune de 3 piste. Este operat de Australia Pacific Airports Corporation⁠(d).

## Infrastructură

### Piste
Aeroportul dispune de 3 piste: 
- pista 14R/32L din asfalt, cu dimensiunile 1.981 m × 45 m
- pista 14L/32R din Iarbă, cu dimensiunile 700 m × 18 m
- pista 18/36 din Iarbă, cu dimensiunile 690 m × 18 m